# Жиленков, Георгий Николаевич
Георгий Николаевич Жиленков (7 сентября 1910, Воронеж — 1 августа 1946, Москва) — бригадный комиссар (1941) РККА, затем коллаборационист, деятель «власовского» движения. Начальник Главного управления пропаганды Комитета освобождения народов России (КОНР, 1944—1945).

## Семья и образование
По официальным анкетным данным, происходил из крестьянской семьи. Советский писатель Аркадий Васильев в свой книге «В час дня, Ваше Превосходительство», написанной с активным использованием материалов спецслужб, утверждает, что, делая комсомольскую и партийную карьеру, Жиленков скрыл, что являлся сыном дворянина (историк К. М. Александров это точно установил), начальника станции на железной дороге и члена «Союза Михаила Архангела».
Окончил индустриально-технический техникум в Москве (1931).

## Рабочий и функционер
- В 1925—1926 — подручный слесаря в кустарной мастерской в Воронеже.
- В 1925 вступил в комсомол.
- В 1926—1929 — слесарь на Воронежском машиностроительном заводе им. В. И. Ленина.
- В 1929 вступил в ВКП(б).
- В 1929—1930 — ответственный секретарь райкома комсомола.
- В 1930 — заведующий производственным сектором Воронежского обкома ВКП(б).
- В 1930—1931 учился в индустриально-техническом техникуме в Москве.
- В 1931—1934 — ответственный секретарь партийного комитета этого техникума.
- В 1934—1938 — директор школы ФЗУ (фабрично-заводского ученичества) при заводе «Калибр».
- В 1938—1940 — освобождённый секретарь парткома завода «Калибр».
- 15.04.1939 награждён орденом Трудового Красного Знамени — за успехи в деле создания и освоения новых машин и образцовую стахановскую работу по производству машин[1].
- В 1940—1941 — секретарь Ростокинского райкома ВКП(б) города Москвы.

## Великая Отечественная война
- В июне 1941, после начала Великой Отечественной войны, был назначен членом Военного совета 32-й армии Резервного фронта с присвоением звания бригадный комиссар. В октябре 1941 армия была окружена в районе Вязьмы, 12 октября Г. Н. Жиленков был взят в плен[2]. Долгое время считался пропавшим без вести[3][4][5]. Приказом по ГПУ РККА от 16 августа 1942 года исключён из списков Красной Армии как пропавший без вести[6].

## Сотрудничество с нацистами
В плену Жиленков скрыл свои звание и должность, заявив, что является рядовым Максимовым. До мая 1942 года служил шофёром в составе 252-й пехотной дивизии вермахта. Был опознан лесничим Черниковым. 23 мая 1942 года был арестован, на допросе заявил о своём желании бороться с советской властью, после чего передан в распоряжение отдела пропаганды Верховного командования вермахта. Именовал себя генерал-лейтенантом, утверждая, что именно этому званию соответствовал бригадный комиссар. На самом же деле его звание «бригадный комиссар» соответствовало званию «комбриг», то есть по состоянию на 1941 год фактически занимало промежуточное положение между званиями «полковник» и «генерал-майор».
Быстро наладил деловые отношения с немцами, некоторые участники «власовского» движения подозревали его в сотрудничестве с Гестапо, объясняя этим его материальное преуспевание (в том числе получение роскошной квартиры). Уже 17 августа 1942 года Жиленков был назначен начальником организационно-пропагандистского отдела Русской народной национальной армии (РННА), воинской части, созданной под эгидой Абвера в качестве эксперимента. Во время службы в РННА он издавал газету «Родина». В октябре 1942 за неподчинение приказу о расформировании РННА был ненадолго арестован вместе с её командиром, полковником Владимиром Баерским (Боярским). Вскоре освобождён.

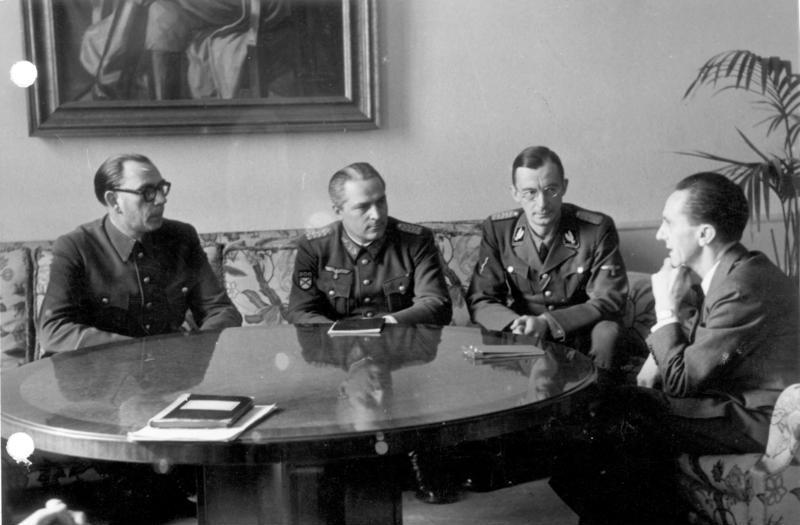
Встреча с Геббельсом. На снимке, слева направо: А. А. Власов, Г. Н. Жиленков, оберфюрер СС Э. Крэгер (исполнявший на встрече роль переводчика), Й. Геббельс

С декабря 1942 года был одним из ближайших сотрудников генерала Андрея Власова. С января 1943 года — редактор «власовской» газеты «Доброволец», издававшейся в Берлине. Проживая в Берлине, неоднократно появлялся в берлинском метро в форменном обмундировании немецкого генерал-лейтенанта, чем вызывал изумление окружающих, не ожидавших встретить генерала в общественном транспорте. В апреле — июне 1943 года руководил формированием Первой гвардейской бригады Русской освободительной армии (РОА). В 1943—1944 годах руководил пропагандистской работой РОА. В феврале 1944 года выезжал на Атлантическое побережье Франции для пропагандистской работы в восточных батальонах. Летом 1944 в рамках проведения пропагандистской операции «Скорпион» на Восточном фронте организовал выпуск газеты «За мир и свободу», распространявшейся в тылах Красной армии, опубликовал ряд брошюр и листовок. С августа 1944 года занимался вопросами создания Комитета освобождения народов России (КОНР), один из авторов Манифеста КОНР, так называемого «Пражского манифеста». С ноября 1944 — член Президиума КОНР, начальник Главного управления пропаганды КОНР и главный редактор газеты «Воля народа». 28 февраля 1945 года вместе с генералом А. А. Власовым имел официальную встречу с Геббельсом (в тексте источника фамилия Жиленкова обозначена как «Шиленков»).
19 апреля 1945 года Жиленкову было приказано принять командование от лица КОНР над казачьими формированиями в Северной Италии, но добраться до их расположения он не смог. В конце апреля 1945 года находился в районе границы с Швейцарией. 3 мая 1945 года посёлок, в котором Жиленков находился с своей небольшой группой будущего штаба формирований, был занят американскими войсками. Жиленков 6 мая распустил свою группу, а сам пытался договориться с американцами о предоставлении членам КОНР политического убежища, используя в качестве посредников представителей временного правительства Австрии.

## Арест, выдача, суд, казнь

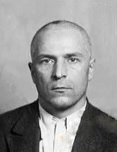
Г. Н. Жиленков после ареста, 1945 г.

18 мая 1945 года был интернирован американскими властями. Им заинтересовалась американская разведка, 26 мая состоялся первый допрос Жиленкова с её стороны. Он содержался в лагере Секкенхайм и в лагере Управления стратегических служб (УСС — предшественник ЦРУ) США в Оберруселе. Активно сотрудничал с американской разведкой, для которой занимался аналитической работой. Американцы рассматривали вопрос о том, чтобы организовать его побег из лагеря и устроить на жительство в своей оккупационной зоне в Германии под чужой фамилией, однако этот проект не был реализован.
Оперативными действиями советских спецслужб место пребывания Жиленкова было установлено, и СССР потребовал его выдачи. 1 мая 1946 года Жиленков был передан представителям советского командования. 1 августа 1946 года приговорён Военной коллегией Верховного суда СССР к смертной казни. На суде признал себя виновным. В тот же день повешен во дворе Бутырской тюрьмы. Останки казнённых кремировали и захоронили в безымянном рву Донского кладбища.

## Семья
Жена — Веселовская Зоя Борисовна. Во время Великой Отечественной войны проживала в пос. Юрино Марийской АССР.